# Alte Synagoge (Flehingen)

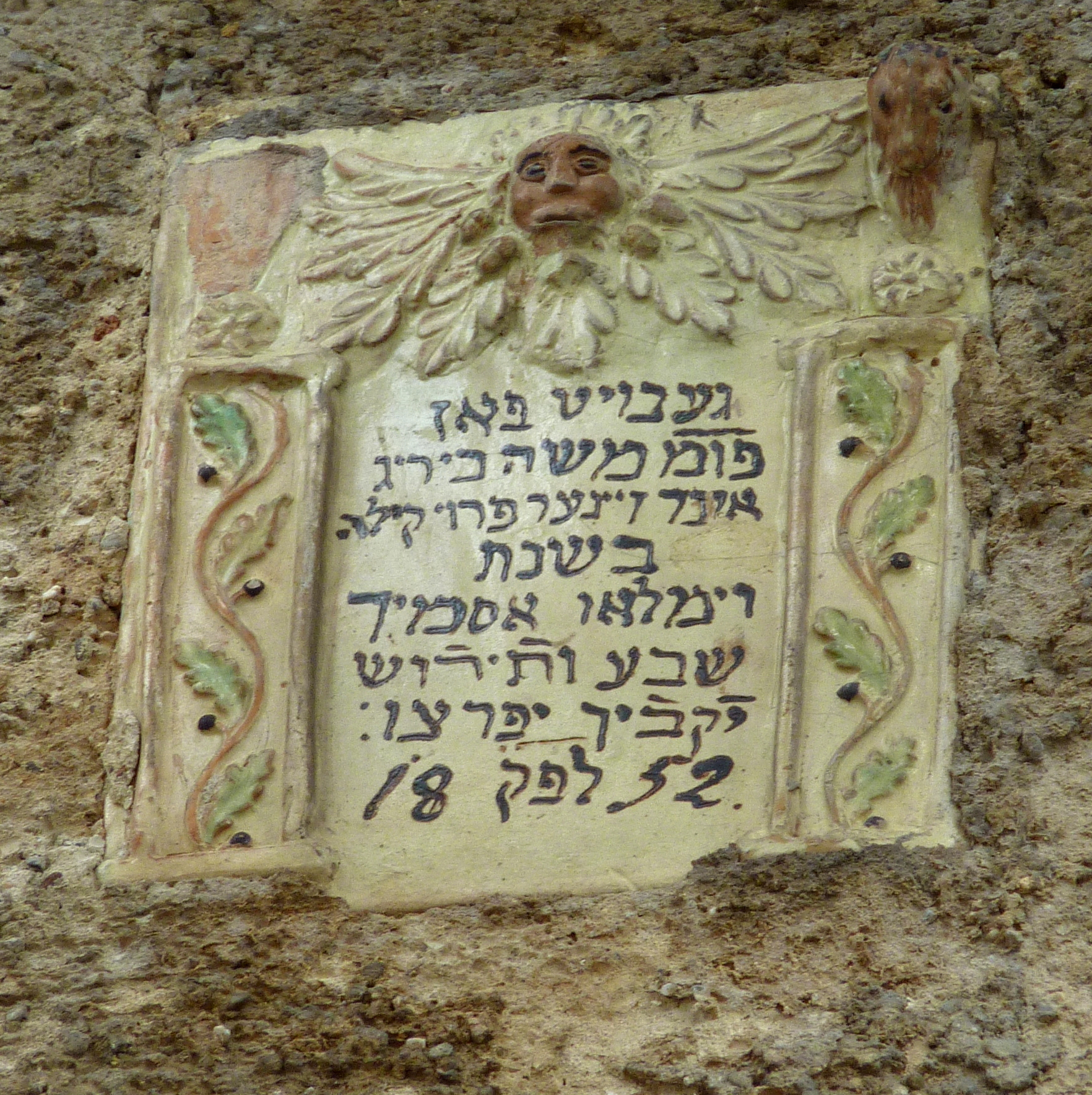
Die im Jahr 2016 noch erhaltene Inschrift

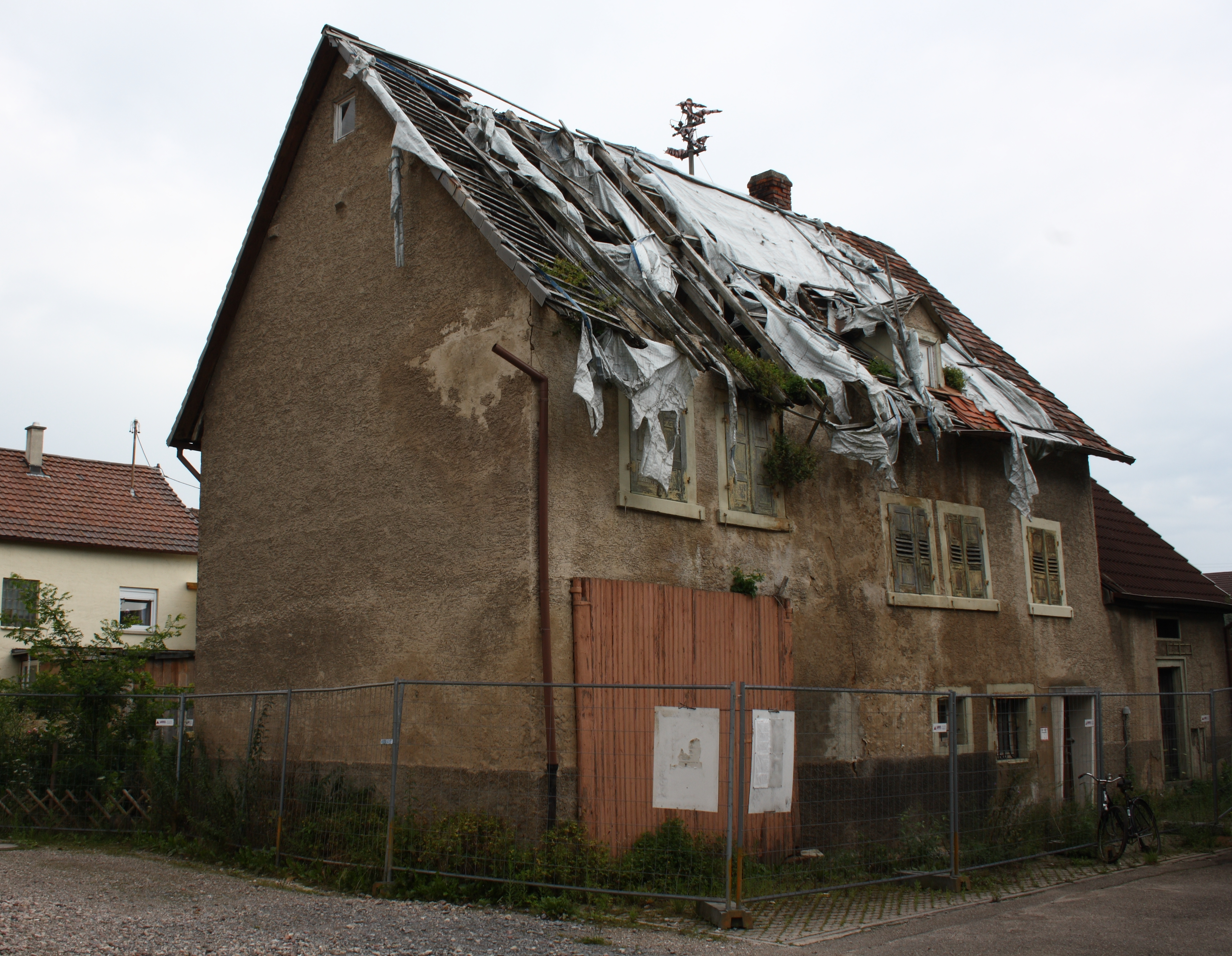
Ehemalige Alte Synagoge in Flehingen (2011)

Die Alte Synagoge in Flehingen, einem Stadtteil von Oberderdingen im Landkreis Karlsruhe in Baden-Württemberg, war eine ehemalige Synagoge mit Wohnhaus aus dem 18. Jahrhundert. Das einsturzgefährdete Gebäude stand auf der Denkmalliste und wurde im Februar 2016 abgerissen.

## Geschichte
Die Jüdische Gemeinde Flehingen ist seit dem 16. Jahrhundert nachgewiesen. Ihr Wohngebiet konzentrierte sich auf das Hinterdorf, auch Judengasse genannt, heute die Samuel-Friedrich-Sauter-Straße. Bis zum Bau der späteren alten Synagoge in der Judengasse im 18. Jahrhundert hatte die Jüdische Gemeinde wohl nur einen Gebetsraum in einem Privathaus. 
Die alte Synagoge wurde nach der Einweihung der neuen Synagoge im Jahr 1874 geschlossen. Die neue Synagoge wurde 1938 geschändet und 1940 zerstört.

## Bauwerk
Die Synagoge hatte einen kleineren Anbau, der als Wohnhaus des Vorbeters und als Schulraum diente. Das Gebäude wurde nach 1874 als Schuppen genutzt und war bis zum Abriss lange Zeit dem Verfall preisgegeben.
An der Eingangsseite der Synagoge befand sich unterhalb der Dachtraufe folgende Inschrift: „Gebaut von Gemeindevorsteher Mosche Bierig und seiner Frau Keile. ‚Es werden deine Scheunen voll und deine Kelter von Wein überlaufen‘ 1852“.

Der erste Satz ist deutsch, aber in hebräischen Buchstaben geschrieben, außer dem Titel für „Gemeindevorsteher“. Der zweite Satz ist ein hebräisches Zitat aus Spr 3,10 .